# Seznam překladů Jiřího Stacha
Toto je výběrový seznam překladů českého filologa, germanisty a překladatele z němčiny Jiřího Stacha.

## Překlady
- 1956 - Heda Zinnerová: Ďábelský kruh, společně s Jaromírem Povejšilem.
- 1957 - Friedrich Dürrenmatt: Romulus Veliký.
- 1957 - Leonhard Frank: Měšťák.
- 1958 - Berta Waterstradtová: Pře manželů Lorenzových.
- 1958 - Günther Weisenborn: Dva andělé vystupují.
- 1959 - Gerd Oelschlegel: Zaprášený ráj, společně s Helenou Stachovou.
- 1959 - Friedrich Wolf: Vlastenci.
- 1959 - Johannes Mario Simmel: Spolužák.
- 1960 - Friedrich Wolf: Trojský kůň.
- 1960 - Leonhard Frank: Dvanáct spravedlivých.
- 1960 - Hedda Zinnerová: Co by, kdyby.
- 1961 - Walter Jens: Slepec.
- 1961 - Hedda Zinnerová: Prověrka.
- 1962 - Leonhard Frank: Karel a Anna, společně s Antonínem Rauschem.
- 1963 - Helmut Sakowski: Kameny v cestě.
- 1963 - Karl-Heinz Schleinitz: Stříbrné C.
- 1963 - Bernhard Kellermann: Město Anatol.
- 1963 - Erwin Sylvanus: Dvě slova zabíjejí.
- 1963 - Hans Lucke: Ďábelská komedie.
- 1965 - Walter Jens: Odysseova závěť.
- 1965 -  Maximilian Vernberg: Pozdní doznání.
- 1966 - Günther Weisenborn: Štěstí konkubín.
- 1966 - Max Walter Schulz: Nejsme prach ve větru.
- 1966 - Gerhart Hauptmann: Fantóm.
- 1967 - Wolfgang Hildesheimer: Sokové nebo také Rivalové.
- 1967 - Martin Walser: Smrtislav.
- 1967 - Martin Walser: Rekviem za nesmrtelného (Všemocný pan Krott).
- 1968 - Ödön von Horváth: Povídky z Vídeňského lesa.
- 1968 - Carl Sternheim: Kazeta.
- 1969 - Morus: Světové dějiny sexuality.
- 1969 - Günther Weisenborn: Stříbrná šestka
- 1971 - Friedrich Schiller: Úklady a láska.
- 1971 - Günther Krupkat: Tajemná tvář.
- 1071 - Holger Eckert: Hledám svého vraha.
- 1971 - Claus Hammel: Le Faiseur, aneb, Čekání na Godeaua.
- 1972 - Rolf Schneider: Zámecká hospoda.
- 1972 - Carl Zuckmayer: Veselý vinohrad.
- 1972 - Leonhard Frank: Matylda.
- 1972 - Friedrich Dürrenmatt: Fyzikové.
- 1972 - Harald Hauser: Barbara.
- 1973 - Benno Pludra: Tambari.
- 1973 - Rolf Schneider: Svatořečení Jany z Arcu; Oktavián a Kleopatra.
- 1973 - Herbert Schauer: Stíny nad Notre Dame.
- 1973 - Friedrich Dürrenmatt: Portrét planety.
- 1973 - Karel May: Na Río de la Plata.
- 1973 - Rudi Strahl: Jako pralidé.
- 1975 - Karel May: V Kordillerách.
- 1975 - Klaus Poche: V čekárně vlak nestaví.
- 1975 - Werner Steinberg: Šiml s modrýma očima.
- 1975 - Konrad Reich: Pokus s Üpsilonem.
- 1975 - Ödön von Horváth: Kazimír a Karolína.
- 1975 - Gerhart Hauptmann: Blázen v Kristu Emanuel Quint.
- 1976 - Friedrich Schiller: Loupežníci.
- 1976 - Helmut Baierl: Hrdlička.
- 1976 - Rudi Strahl: Bláznivá vůně čerstvého sena.
- 1976 - Hermann Kant: Aula.
- 1977 - C. W. Ceram: První Američan.
- 1977 - Tankred Dorst: Maurka.
- 1978 - Paul Gratzik: Scény na žitném poli.
- 1978 - Friedrich Dürrenmatt: Lhůta.
- 1978 - Rolf Schneider: Cesta do Jaroslavi.
- 1979 - Fritz Rudolf Fries: Vzdušná loď.
- 1979 - Wolfgang Zeiske: Výstřel mimo soutěž.
- 1979 - Martin Sperr: Slečna Spitzederová.
- 1979 - Herbert Friedrich: Křišťál a nože.
- 1979 - Peter Handke: Kašpar.
- 1980 - Helmut Walbert: Pornofilm; Odpolední obchod.
- 1980 - Friedrich Dürrenmatt: Nehoda.
- 1980 - Carl Zuckmayer: Hejtman z Kopníku .
- 1981 - Ernsr Jandl: Z cizoty.
- 1981 - Helmut Bez: Teplý déšť.
- 1981 - Gerhard Holtz-Baumert: Prázdninový autostop.
- 1982 - Elisabeth Hartensteinová: V Alexandrových službách.
- 1982 - Rudolf Kiefert: Šikana.
- 1982 - Peter Hacks: Múzy.
- 1982 - Jürgen Gross: Match.
- 1982 - Gerlind Reinshagenová: Jarní slavnost.
- 1982 - Franz Werfel: Jakobowsky a plukovník.
- 1983 - Jürgen Gross: Zlodějka a lhářka.
- 1984 - Wolfgang Schreye: Pět životů dr. Gundlacha.
- 1984 - Benno Pludra: Ostrov labutí.
- 1984 - Gerhart Hauptmann: Bobří kožich.
- 1984 - Peter Hacks: Barby.
- 1985 - Martin Walser: V Goethových rukou.
- 1986 - Rudi Strahl: Kámen úrazu.
- 1987 - Georg von der Vring: Voják Suhren.
- 1987 - Günther Weisenborn: Osamělé stádo.
- 1987 - Lion Feuchtwanger: Ďábel ve Francii-
- 1987 - Christoph Hein: Cromwell.
- 1989 - Friedrich Dürrenmatt: Přišel anděl v Babylón.
- 1989 - Friedrich Dürrenmatt: Play Strindberg.
- 1989 - Friedrich Dürrenmatt: Návštěva staré dámy.
- 1989 - Friedrich Dürrenmatt: Meteor.
- 1989 - Friedrich Dürrenmatt: Herkules a Augiášův chlév.
- 1989 - Friedrich Dürrenmatt: Frank pátý.
- 1989 - Benno Pludra: Pirátovo srdce.
- 1989 - Willi Fährmann: Lukášova daleká cesta.
- 1989 - Rudi Strahl: Jako o život.
- 1989 - Christoph Hein: Divoký kůň pod kamny.
- 1989 - Ulrich Plenzdorf: Den delší než život.
- 1990 - Max Walter Schulz: Voják a žena.
- 1991 - Lothar-Günther Buchheim: Ponorka.
- 1991 - Karel May: Old Firehand.
- 1992 - Heinz G. Konsalik: Zátoka černých perel.
- 1992 - Karel May: Vinnetouovi dědicové.
- 1992 - Karel May: Já, náčelník Apačů.
- 1992 - Maurits Cornelis Escher: Grafika a kresby.
- 1992 - Johannes Mario Simmel: Aféra Niny B..
- 1993 - Johannes Mario Simmel: Moje matka se to nikdy nesmí dozvědět!.
- 1993 - Karel May: Komanč a zálesák.
- 1993 - Hans Blickensdörfer: Kokain a prachy.
- 1994 - Evelyn Holstová: Muž pro jisté chvíle.
- 1995 - Brigite Blobelová: Moje krásná sestra.
- 1996 - Erich von Däniken: Po stopách všemocných.
- 1999 - 2002: Wolfgang Hohlbein: Děti kapitána Nema (šest dílů).
- 1999 - Werner J. Egli: V zajetí bílé pustiny.
- 1999 - Brigite Blobelová: Ty máš ale odvahu!.
- 1999 - Jutta Treiberová: Dokud cikády spí.
- 1999 - Barbara Veitová: Zajíc Janek; Vrabčák Pepík.
- 2000 - Erwin Moser: O třech sůvičkách a jiných zvířátkách.
- 2000 - Werner J. Egli: Konec škorpiona.
- 2001 -Michael Ende: Dlouhá pouť do Santa Cruz.
- 2006 - Friedrich Dürrenmatt: Hry.